# Microthamnium pseudosubperspicuum
Microthamnium pseudosubperspicuum är en bladmossart som beskrevs av Jean Édouard Gabriel Narcisse Paris 1900. Microthamnium pseudosubperspicuum ingår i släktet Microthamnium och familjen Hypnaceae. Inga underarter finns listade i Catalogue of Life.